# آگورای باستانی آتن
آگورای باستانی آتن (انگلیسی: Ancient Agora of Athens) شناخته شده‌ترین نمونه آگورا یونان باستان است که در شمال غربی آکروپولیس قرار دارد و از جنوب به تپه آرئوپاژ و از غرب به تپه معروف محدود می‌شود. به عنوان Agoraios Kolonos، همچنین به نام بازار تپه. استفاده اولیه آگورا برای یک مکان تجمع تجاری، مونتاژ یا مسکونی بود.